# اتفاقية سازونوف باليولوج

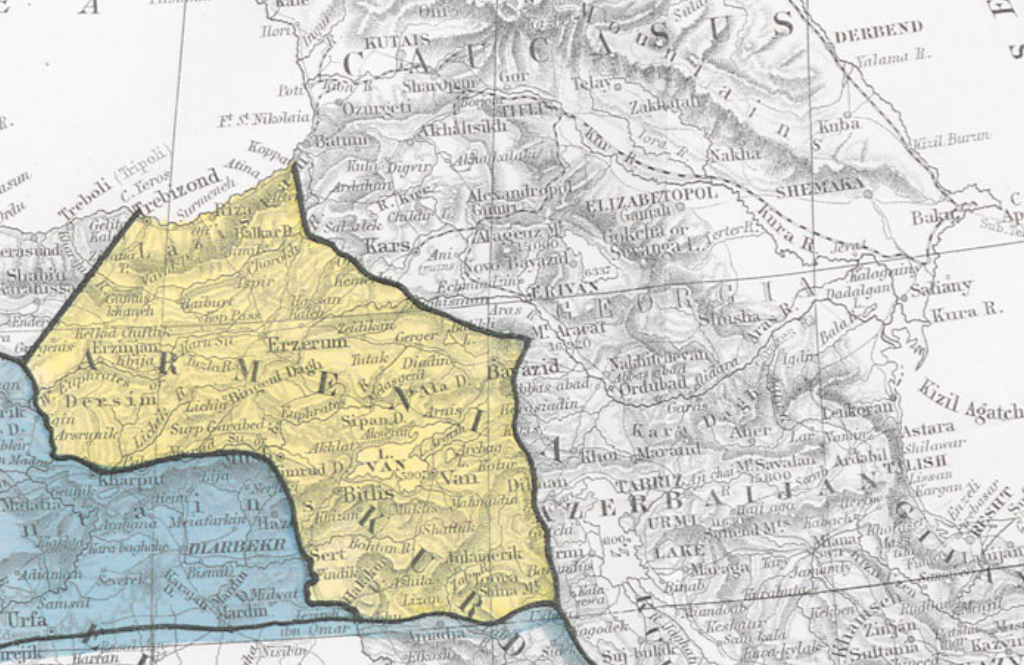
مقتطف من مذكرة وزارة الخارجية البريطانية الصادرة في يناير 1919 والتي تلخص الاتفاقيات التي أبرمت أثناء الحرب بشأن الإمبراطورية العثمانية - منطقة اتفاقية سازونوف-باليولوج التي تم التنازل عنها لروسيا باللون الأصفر.

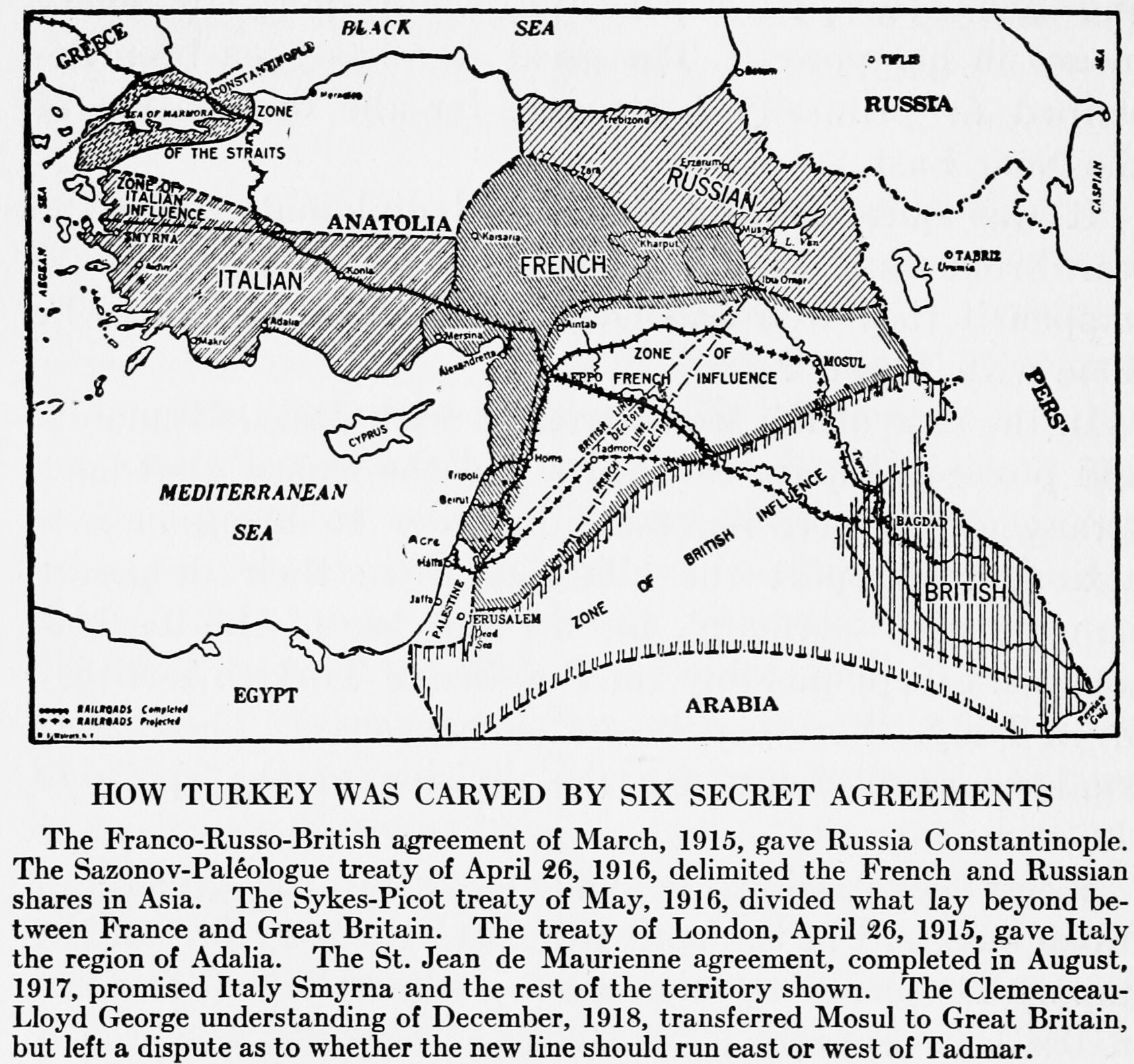
المعاهدات كما لخصها في عام 1923 راي ستانارد بيكر، السكرتير الصحفي للرئيس وودرو ويلسون خلال مؤتمر باريس للسلام.

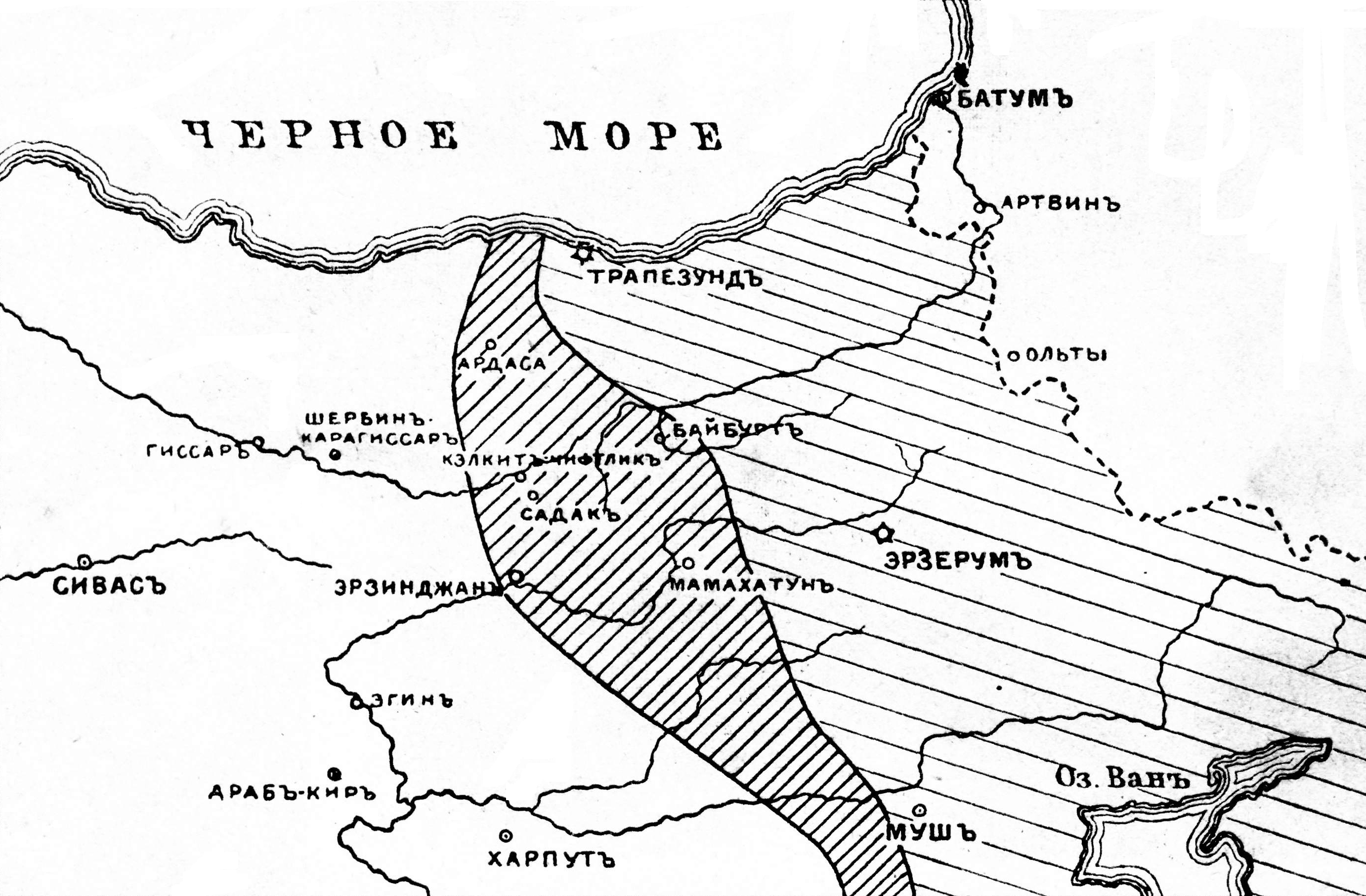
أرمينيا الغربية تحت الاحتلال الروسي في صيف عام 1916

اتفاقية سازونوف-باليولوج هي رسالةٌ بتاريخ 26 أبريل 1916 من وزير الخارجية الروسي سيرجي سازونوف إلى السفير الفرنسي في روسيا موريس باليولوج بشأن أرمينيا الغربية واتفاقية سايكس-بيكو الأنجلو-فرنسية. وقد مُنحت هذه الاتفاقية للنفوذ الروسي على أرمينيا الغربية مقابل موافقتها على اتفاقية سايكس-بيكو.   وعُقدت الاتفاقية في الذكرى السنوية الأولى لمعاهدة لندن. 
خُصصت ولايات أرضروم وطرابزون وبتليس وفان لروسيا؛  وكان معظمها تحت الاحتلال الروسي في ذلك الوقت. 

## فهرس
- الحلفاء وأرمينيا، 1915-1918، ريتشارد ج. هوفانيسيان، مجلة التاريخ المعاصر، المجلد 3، العدد 1 (يناير، 1968)، ص 145-168